# Hystrix
Hystrix (Linnaeus, 1758) è un genere di roditori della famiglia dei Istricidi.

## Descrizione

### Dimensioni
Al genere Hystrix appartengono roditori di grandi dimensioni, con lunghezza della testa e del corpo tra 420 e 930 mm, la lunghezza della coda tra 25 e 190 mm e un peso fino a 30 kg.

### Caratteristiche craniche e dentarie
Il cranio presenta un rostro relativamente corto e largo con le ossa nasali che in particolare nel sottogenere Hystrix sono rigonfie, large e si estendono posteriormente fino alle radici delle arcate zigomatiche La bolla timpanica è piccola, i denti masticatori hanno una corona molto alta e la loro superficie occlusale è formata da diverse profonde rientranze che isolano parti dello smalto.
Sono caratterizzati dalla seguente formula dentaria:

### Aspetto
Il corpo è robusto, con una testa grande ed ottusa, occhi piccoli, orecchie corte ed arrotondate ed arti brevi. La pelliccia è generalmente scura, caratterizzata sulla groppa dalla presenza di lunghi aculei altamente specializzati, generalmente bianchi con diversi anelli nerastri, da una cresta di lunghe setole sulla testa e da un vistoso collare biancastro. Le zampe anteriori sono larghe, con quattro dita ben sviluppate provviste ognuna di un artiglio robusto, i piedi sono simili con l'alluce ben sviluppato e le due dita centrali leggermente più lunghe delle altre. La coda è corta ed è fornita di aculei cavi raggruppati insieme, che sbattendo tra loro, quando la coda viene scossa se l'animale è innervosito, producono un caratteristico crepitio.

## Distribuzione
Il genere è diffuso in Europa, Africa, Medio Oriente, subcontinente indiano, Cina meridionale, Indocina, Filippine e in Indonesia fino all'isola di Sulawesi.

## Tassonomia
Il genere comprende 8 specie.
- Le ossa nasali sono larghe e rigonfie.
  - Sottogenere Hystrix - Gli aculei hanno più di un anello nero, la cresta sulla testa è ben sviluppata.
    - Hystrix africaeaustralis
    - Hystrix cristata
    - Hystrix indica

  - Sottogenere Acanthion (Cuvier, 1823) - Gli aculei hanno un solo anello nero, la cresta sulla testa è corta oppure assente.
    - Hystrix brachyura
    - Hystrix javanica
- Le ossa nasali non sono particolarmente rigonfie.
  - Sottogenere Thecurus (Lyon, 1907) - Gli aculei hanno un solo anello nero, la cresta sulla testa è assente.
    - Hystrix crassispinis
    - Hystrix pumila
    - Hystrix sumatrae